# Wang Shun (Xin)

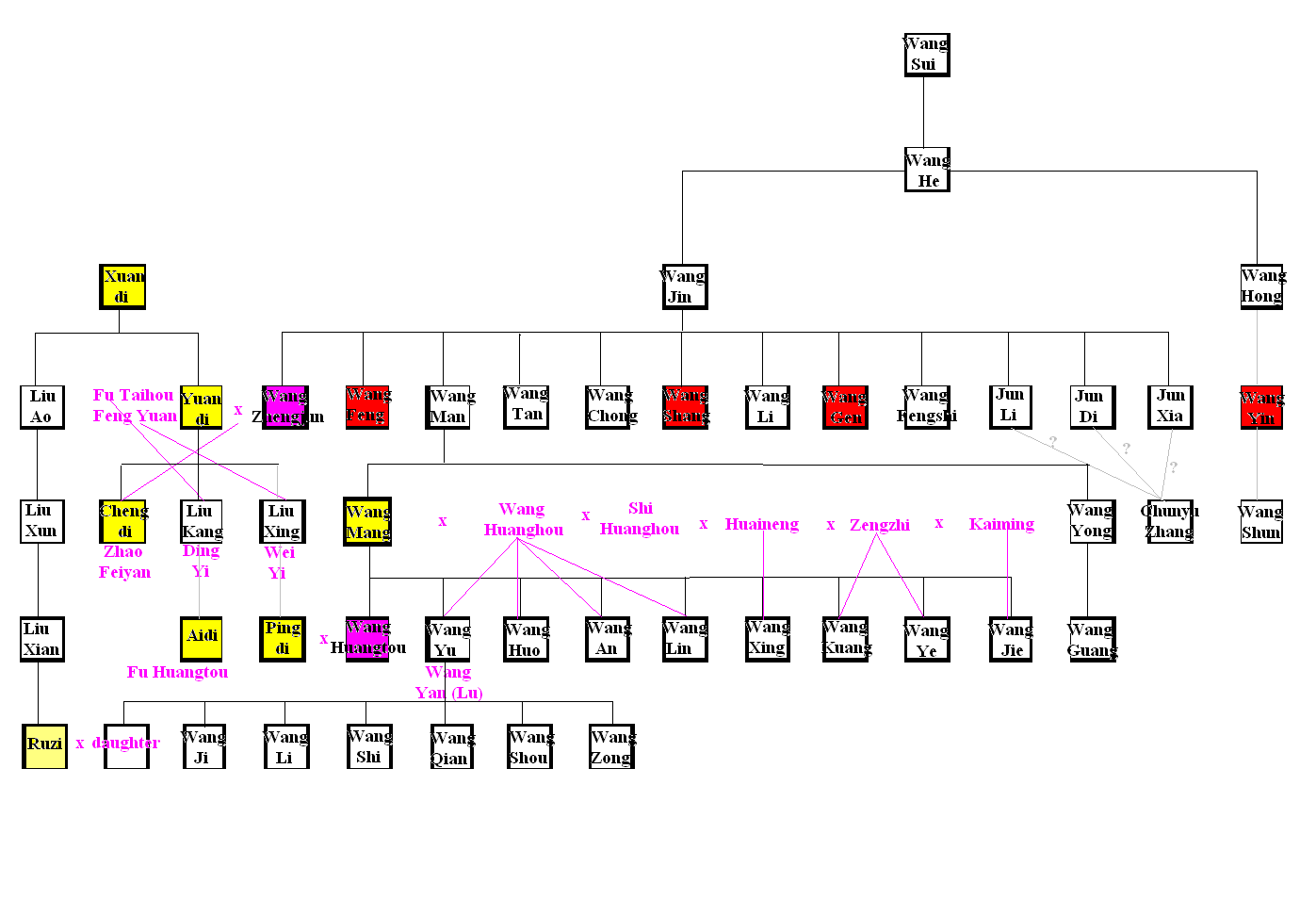
Stamboom van de familie Wang

Wang Shun (†11 na Chr.) was een hoge Chinese functionaris uit de eerste eeuw v.Chr. en een van de trouwste bondgenoten van zijn achterneef, keizer Wang Mang. Wang Shun was de zoon van Wang Yin die tussen 22 en 15 v.Chr. opperbevelhebber (Da Sima, 大司馬) was, de op dat moment belangrijkste politieke functie in het keizerrijk. Wang Shun behoorde zo tot de familie die aan het einde van de Westelijke Han-dynastie en onder de Xin-dynastie de feitelijke politieke macht bezat.

## Biografie
In 15 v.Chr. volgde hij zijn overleden vader op als 'markies van Anyang' (Anyang hou, 安陽侯) en ontving de eretitel shizhong (侍中), een lid van de hofhouding. In 8 v.Chr. werd hij als commandant van de cavalerie (駙馬都衛, fuma duwei) benoemd tot 'Hoge Intendant voor het transport' (太僕, Taipu). Die functie legde hij binnen twee jaar uit gezondheidsredenen weer neer. Na zijn proclamatie tot keizer in 7 v.Chr. vergrootte Aidi het markiezaat van Wang Shun als dank voor de steun die hij hem had gegeven toen hij nog kroonprins was.
Na de dood van keizer Ai in 1 v.Chr. moest Wang Shun als 'Generaal van de Strijdwagens en de Cavalerie' (車騎將軍Juqi? jiangjun) de nieuwe, nog minderjarige keizer, Ping begeleiden naar de hoofdstad Chang'an, waar Wang Mang de feitelijke machthebber was. Wang Shun werd vanaf dat moment een van zijn trouwste aanhangers en ontving daarvoor van Wang Mang hoge titels, waaronder Taibao (太保) en mogelijk ook Da Sima (大司馬), opperbevelhebber. Van zijn kant verzocht Wang Shun in 3 en 4 na Chr. in memoranda aan de troon om meer vormen van eerbetoon voor Wang Mang en meer bekendheid voor wat hij omschreef als de bescheiden leefwijze van Wang Mang en zijn afkeer van het vergaren van rijkdom.
Toen in 6 na Chr. Liu Ying tot keizerlijke troonopvolger werd benoemd, werd Wang Shun Taifu (太傅), een van de Sangong (三公, de drie hoogste functionarissen binnen het keizerrijk), met als bijzondere titel Zuo fu (左輔). Tevens werden zijn zonen Wang Kuang, Wang Yan en Wang Lin in de adelstand verheven. In 7 brak een gevaarlijke opstand uit, geleid door leden van de keizerlijke Han-clan die zich gepasseerd voelden door de keuze van Wang Mang voor Liu Ying als troonopvolger. Wang Shun werd verantwoordelijk gemaakt voor de verdediging van het keizerlijk paleis.
Voordat Wang Mang zich in 9 tot keizer proclameerde, kreeg Wang Shun opdracht het keizerlijk zegel op te halen bij Wang Zhengjun, de Verheven keizerin-weduwe. Zij was het volstrekt oneens met het voornemen van Wang Mang en zou het zegel op de grond hebben gesmeten voordat Wang Shun het kon meenemen. Na de proclamatie van Wang Mang tot keizer werd Wang Shun door hem benoemd tot Taishi (太師, Grootmeester) en ontving als 'hertog van Anxin' (安新公, Anxin gong) de hoogste adellijke rang. Na een ziekbed overleed hij in 11 na Chr. Zijn zoon Wang Yan volgde hem op als hertog van Anxin en zijn jongere zoon Wang Kuang werd Taishi.